# Kostel svatého Jiří (Pivín)
Kostel svatého Jiří je římskokatolický farní chrám a mariánské poutní místo v Pivíně, asi 10 km jihovýchodně od Prostějova..

## Historie
Umístění prvního pivínského kostela není známo, první zmínka o něm je z roku 1519, kdy sloužil utrakvistům. Během třicetileté války byl dvakrát vypleněn a v červenci roku 1712 vyhořel. Oprava nepřicházela v úvahu, proto opat hradišťského kláštera Bernard Wancke rozhodl o výstavbě nového kostela. Podle některých domněnek plán vyhotovil Jan Blažej Santini-Aichel, ale odborníci jsou k tomuto tvrzení velmi skeptičtí. Pro nedostatek důkazů se přiklánějí spíše k tomu, že kostel navrhl někdo ze Santiniho žáků. Kostel byl dostavěn roku 1716 a vysvěcen až roku 1907. Jedná se o jednolodní barokní stavbu, která byla vybavována postupně dle finančních možností farnosti. Oltářní obraz sv. Jiří namaloval Josef Handke. Kolem kostela se původně nacházel hřbitov.
První kostelní zvon byl pořízen v roce 1749. Na konci 19. století byl pořízen poslední, čtvrtý zvon. Během první světové války byly zvony zabaveny. Nové zvony byly posvěceny v roce 1924. Současné zvony vyzvání od 20. července 1968.
Nejrozsáhlejší úprava interiéru proběhla v druhé polovině 20. století po liturgických reformách 2. vatikánského koncilu.

## Mariánské poutní místo
8. října 1745 věnoval opat Pavel Václavík kostelu sv. Jiří milostný obraz Panny Marie a do Pivína se začaly konat poutě. Farář Viktor Brdlica požádal papeže Pia IX. o udělení plnomocných odpustků, které by mohli věřící získat v pivínském kostele. Papež stanovil, že odpustky získá ten, kdo v pivínském kostele na svátek sv. Jiří, Početí, Narození, Zvěstování, Očišťování nebo Nanebevzetí Panny Marie přijme svátosti a zbožně se pomodlí za mír, vykořenění bludů a vyvýšení církve svaté. Toto ustanovení je na věčné časy. Potvrzeno v Římě 16. června 1864 kardinálem Pattacinim a schváleno arcibiskupem olomouckým.